# Senza famiglia (miniserie televisiva 1981)
Senza famiglia (Sans famille) è una miniserie televisiva francese, trasmessa nel 1981 in tre episodi, per la regia di Jacques Ertaud.
Si tratta di uno dei numerosi adattamenti televisivi dell'omonimo romanzo di Hector Malot. Ha come protagonista Fabrice Josso, già affermato attore bambino della televisione francese.

## Trama
Il piccolo Rémi, un orfano, è stato raccolto dalla gentile signora Barberin. All'età di 10 anni, viene tolto alla madre adottiva e venduto al signor Vitalis, un misterioso musicista itinerante. Al suo fianco imparerà la dura vita di acrobata e canterà per guadagnarsi da vivere. Il suo lungo viaggio attraverso la Francia, fatto di incontri, amicizie e innumerevoli avventure, lo porterà a scoprire il segreto delle sue origini.

## Produzione
La miniserie è stata prodotta in Francia da Société Française de Production (SFP) e TF1.

## Distribuzione
La miniserie è stata trasmessa alla televisione in Francia ("TF1") in tre parti: 
- "Les loups blancs" (28 dicembre 1981)
- "Un enfant surgit de l'ombre" (29 dicembre 1981)
- "La proie pour Londres" (30 dicembre 1981)